# Campeonato Mundial de Luge de 1960
O Campeonato Mundial de Luge de 1960 foi a 5ª edição da competição e foi disputada entre os dias 13 e 14 de fevereiro em Garmisch-Partenkirchen, Alemanha.

## Medalhistas
| Evento                        | Ouro                                    | Prata                                    | Bronze                                         |
| Individual masculino detalhes | FRG Heimut Berndt                       | AUT Reinhold Frosch                      | FRG Hans Plenk                                 |
| Individual feminino detalhes  | AUT Maria Isser                         | AUT Hanna Possmoser                      | ITA Erika Leitner                              |
| Duplas detalhes               | AUT Áustria Reinhold Frosch Ewald Walch | AUT Áustria Helmut Thaler Herbert Thaler | FRG Alemanha Ocidental Horst Tiedge Hans Plenk |

## Quadro de medalhas
| Ordem | País               |   |   |   |   |
| 1     | Áustria            | 2 | 3 |   | 5 |
| 2     | Alemanha Ocidental | 1 |   | 1 | 1 |
| 3     | Itália             |   |   | 1 | 1 |